# Juan Sebastián Sforza
Juan Sebastián Sforza, nacido el 14 de febrero de 2002 es un futbolista profesional argentino que se desempeña actualmente como centrocampista en el Vasco da Gama del Campeonato Brasileño de Serie A.

## Trayectoria
Sforza comenzó su carrera a los ocho años con Santa Teresita, antes de pasar a Unión de Álvarez y luego a Sarmiento. Pronto firmó términos con la Fundación Messi, una academia creada por Lionel Messi. El hermano de Lionel, Matías, se convirtió en uno de los agentes de Sforza en 2019. En 2015, Sforza se unió a Newell's Old Boys. Progresó a través de su academia durante los siguientes cinco años, en particular capitaneando sus reservas.  Sforza firmó su primer contrato profesional el 13 de marzo de 2019. Su irrupción en el primer equipo no llegaría hasta dentro de doce meses, aunque lo haría a finales de 2020 bajo la dirección de Frank Darío Kudelka.
El debut absoluto de Sforza llegó el 19 de diciembre de 2020 en una victoria en la Copa de la Liga Profesional a domicilio ante Godoy Cruz, ya que el centrocampista sustituyó a Julián Fernández a cuatro minutos del final. Anteriormente había sido suplente no utilizado cinco veces en esa competencia. El primer gol de su carrera llegó poco después durante una victoria sobre Central Córdoba el 28 de diciembre.

### Carrera internacional
Sforza representó a Argentina en los niveles Sub-15 y Sub-17; como capitán de ambos. Formó parte del equipo que ganó el Campeonato Sudamericano Sub-15 de 2017 en su tierra natal, ya que anotó goles contra los invitados República Checa y, en las semifinales, Perú. Luego de jugar con la Sub-17 en un amistoso con Estados Unidos en 2018, el centrocampista fue seleccionado por Pablo Aimar en 2019 para el Campeonato Sudamericano Sub-17 en Perú y la Copa Mundial Sub-17 de la FIFA en Brasil. Anotó una vez, contra Uruguay, en ocho apariciones en el primero cuando ganaron el trofeo, antes de jugar cuatro veces en el segundo cuando llegaron a los octavos de final.

## Vida personal
Nacido en Argentina, Sforza es de ascendencia italiana.

## Estadísticas de carrera

### Clubes
Actualizado al último partido jugado el 28 de octubre de 2024.
| Club                        | Div.          | Temporada     | Liga  | Liga  | Liga   | Copas | Copas | Copas  | Internacional | Internacional | Internacional | Total | Total | Total  |
| Club                        | Div.          | Temporada     | Part. | Goles | Asist. | Part. | Goles | Asist. | Part.         | Goles         | Asist.        | Part. | Goles | Asist. |
| --------------------------- | ------------- | ------------- | ----- | ----- | ------ | ----- | ----- | ------ | ------------- | ------------- | ------------- | ----- | ----- | ------ |
| Newell's Old Boys Argentina | 1.ª           | 2019-20       | -     | -     | -      | 6     | 1     | 0      | -             | -             | -             | 6     | 1     | 0      |
| Newell's Old Boys Argentina | 1.ª           | 2020-21       | 12    | 0     | 0      | 11    | 0     | 0      | 5             | 0             | 0             | 28    | 0     | 0      |
| Newell's Old Boys Argentina | 1.ª           | 2021-22       | 23    | 0     | 0      | 13    | 2     | 0      | -             | -             | -             | 36    | 2     | 0      |
| Newell's Old Boys Argentina | 1.ª           | 2023          | 22    | 1     | 1      | 15    | 1     | 0      | 6             | 1             | 0             | 43    | 3     | 1      |
| Newell's Old Boys Argentina | Total club    | Total club    | 57    | 1     | 1      | 45    | 4     | 0      | 11            | 1             | 0             | 113   | 6     | 1      |
| Vasco da Gama · Brasil      | 1.ª           | 2024          | 23    | 1     | 0      | 13    | 0     | 1      | 0             | 0             | 0             | 36    | 1     | 1      |
| Vasco da Gama · Brasil      | Total club    | Total club    | 23    | 1     | 0      | 13    | 0     | 1      | 0             | 0             | 0             | 36    | 1     | 1      |
| Carrera total               | Carrera total | Carrera total | 80    | 2     | 1      | 58    | 4     | 1      | 11            | 1             | 0             | 149   | 7     | 2      |

## Palmarés

### Campeonatos internacionales
| Título              | Equipo           | Sede  | Año  |
| ------------------- | ---------------- | ----- | ---- |
| Sudamericano Sub-15 | Argentina Sub-15 | Chile | 2017 |
| Sudamericano Sub-17 | Argentina Sub-17 | Perú  | 2019 |